# 241 P
Les Mountain de la série 241 P numéros 1 à 35 sont des locomotives à vapeur unifiées de la SNCF mises en service entre juin 1948 et juillet 1952.

## Genèse
La série fut construite en quatre ans, de juin 1948 à juillet 1952, par la société Schneider au Creusot (Saône-et-Loire). Elle reprenait, avec des améliorations, les dispositions de la 241 C 1 de 1930, prototype qui à son tour bénéficiait du retour d'expérience de la précédente série des 241 A de la Compagnie du chemin de fer Paris-Lyon-Méditerranée.

## Description
Ces locomotives étaient de type compound à quatre cylindres et quatre essieux couplés, avec les cylindres haute pression placés à l'intérieur du châssis entre le premier et le second essieu moteur entraînant le troisième essieu moteur, tandis que les cylindres basse pression situés à l'extérieur entraînaient le deuxième essieu moteur. La distribution haute pression était commandée par renvoi de mouvement des tiroirs basse pression et avance prise sur les contre-tiges des pistons haute pression.
La chaudière d'un diamètre interne de 1,80 m était dotée d'un foyer « Crampton » prolongé sur l'avant par une chambre de combustion, avec une grille débordante de 5,05 m2 de surface. La voûte du foyer était soutenue par trois « arch tubes » améliorant également la circulation d'eau. L'alimentation en charbon était assurée par un chargeur mécanique stoker de type « HT 1 », et l'alimentation en eau par un injecteur type « U1 » secondé d'un ensemble alimentaire réchauffeur d'eau type « ACFI ». La boîte à fumée mesurait 3 m de longueur et supportait un échappement type double « à trèfle » PLM.

## Tenders
Les 241 P furent accouplées aux tenders unifiés du type 34 P d'une capacité de 34 m3 d'eau et 12 tonnes de charbon, et dans quelques cas elles reçurent également des tenders du type 36 P, contenant 36 m3 d'eau et 9 tonnes de charbon.

## Service
La série, qui comprenait 35 unités, était destinée à la reprise des trains lourds sur les sections non électrifiées de la ligne Paris-Lyon-Marseille. Devant l'avancée des électrifications, elles essaimèrent sur les régions de l'Est, du Nord et de l'Ouest.
Les cinq dernières machines de la série, les 241 P 31, 32, 33, 34 et 35 furent à leur sortie d'usine, directement affectées à la région Nord au dépôt de La Chapelle, et ne connurent donc jamais la région Sud-Est.
Elles servirent pendant une vingtaine années et furent progressivement retirées du service dès 1965 avec la 241 P 1 radiée le 31 décembre 1965, pour s'achever avec les 241 P 9 et 16 qui furent les dernières radiées le 20 novembre 1973. Ces machines étaient surnommées les « grosses P » par opposition aux 141 P qui étaient affublées du surnom de « petites P ».
Le dernier train régulier tracté par une de ces Mountain fut assuré par la 241 P 17 le 28 septembre 1969 entre Nantes et le Mans.
Les dépôts d'affectation furent les suivants :
- région Méditerranée : Marseille-Blancarde ;
- région Sud-Est : Dijon-Perrigny, Lyon-Mouche, Nevers ;
- région Est : la Villette, Noisy-le-Sec, Chaumont ;
- région Nord : La Chapelle ;
- région Ouest : Le Mans.

Sur la région Sud-Est les premières 241 P furent livrées au dépôt de Dijon-Perrigny en mai et juin 1948, pour assurer la traction des trains sur la ligne de Paris à Lyon qui n'était pas encore électrifiée. Puis au fur et à mesure de la progression l'électrification de la « ligne impériale », les Mountain furent mutées aux dépôts de Lyon Mouche puis Marseille-Blancarde sur la région Méditerranée. La 241 P 5 du dépôt de Marseille-Blancarde sera la dernière à quitter la région Méditerranée le 28 juillet 1962 au terme de l'électrification de la « ligne impériale ». Elles poursuivirent leur carrière sur la région Sud-Est au dépôt de Nevers à partir de 1958, sur les relations de Vierzon à Clermont-Ferrand et Moret - Veneux-les-Sablons à Clermont-Ferrand, jusqu'en septembre 1969.
Au Nord, le dépôt de La Chapelle reçut neuf 241 P entre 1951 et 1953 pour les trains de la ligne Paris-Lille. Les locomotives quittèrent le dépôt du 18e arrondissement de Paris en janvier 1959, à la suite de la mise sous tension de la dernière section de ligne entre Longueau et Paris-Nord.
Le dépôt de la Villette fut le premier de la région Est à recevoir des 241 P à la fin de l'année 1958 pour la traction des trains sur la ligne 1 entre Paris et Bar-le-Duc ; mais les travaux de reconversion de ce dépôt à la traction électrique auront pour conséquence le transfert de ses 241 P au dépôt de Noisy-le-Sec en mai 1961 pour une période de seize mois. Après la mise sous tension de l'intégralité de la ligne de Paris à Strasbourg en mai 1962, les 241 P furent regroupées au dépôt de Chaumont sur la ligne 4 où elles circuleront en direction de Mulhouse jusqu'à leur dernier roulement effectué en mai 1968.
À la région Ouest, le dépôt du Mans reçoit ses premières 241 P au mois de janvier 1959 en provenance de la région Nord. Les vingt 241 P que comptera le dépôt manceau remorqueront des rapides sur des distances importantes comme le Mans - Brest 411 km, et le Mans - Nantes - Quimper 440 km. Les 241 P achèveront leur carrière sur le Mans - Nantes où elles effectuèrent leurs ultimes circulations en septembre 1969.
La 241.P.9 clôturera l'aventure des 241.P  avec le train spécial du COPEF le 17 juin 1973 Le Mans -Mézidon- Le Mans et ensuite pour rejoindre Guîtres....
|  |

## Caractéristiques
- Surface de grille : 5,052 m2
- Surface de chauffe : 244,57 m2
- Surface de surchauffe : 108,38 m2
- Nombre d'éléments : ?
- Nombre de cylindres : 2 HP et 2 BP
- Diamètre cylindres HP : 446 mm
- Course pistons HP : 650 mm
- Diamètre cylindres BP : 674 mm
- Course pistons BP : 700 mm
- Pression de la chaudière : 20 kg/cm2
- Diamètre des roues motrices : 2 020 mm
- Diamètre des roues du boggie : 1 000 mm
- Diamètre des roues du bissel : 1 350 mm
- Masse à vide : 120,15 tonnes
- Masse en ordre de marche : 131,4 tonnes
- Masse adhérente : 81,6 tonnes
- Longueur hors tout de la locomotive seule : 17,172 m
- Puissance maximum indiquée : 2 944 kW
- Puissance maximum à la jante : ? kW
- Puissance maximum au crochet du tender : 2 210 kW
- Effort de traction maximum : 199 kN
- Vitesse maxi en service : 120 km/h (140 km/h en essais)

À titre indicatif, la consommation en exploitation était d'environ 100 litres d'eau et 25 kg de charbon au kilomètre.
Tender
- Tare du tender : 36,7 tonnes
- Capacité en eau : 34 m3
- Capacité en charbon : 12 tonnes
- Masse du tender en ordre de marche : 82,7 tonnes
- Masse totale locomotive + tender : 214,1 tonnes
- Longueur du tender : 9,955 m
- Longueur totale locomotive + tender : 27,117 m

## Machines préservées
Quatre exemplaires ont été préservés :
- la 241 P 9, conservée depuis 2008 à Toulouse, puis à Carmaux depuis décembre 2024, par l'AAATV Midi-Pyrénées qui réalise les travaux de remise en état de marche  Inscrit MH (2011)[5] ;
- la 241 P 16, conservée en état de présentation au musée français du chemin de fer à Mulhouse ;
- la 241 P 17, conservée[6] au Creusot et remise en marche en 2005 après 12 ans de travaux par l'association CFC.  Classé MH (1990)[7] ;
- la 241 P 30, conservée en état de présentation jusqu'en 2019 par l'association du Vapeur Val-de-Travers - VVT à Saint-Sulpice (canton de Neuchâtel, Suisse). Rachetée par l'AJECTA, la machine est désormais préservée à Longueville depuis le mois de juin 2019.

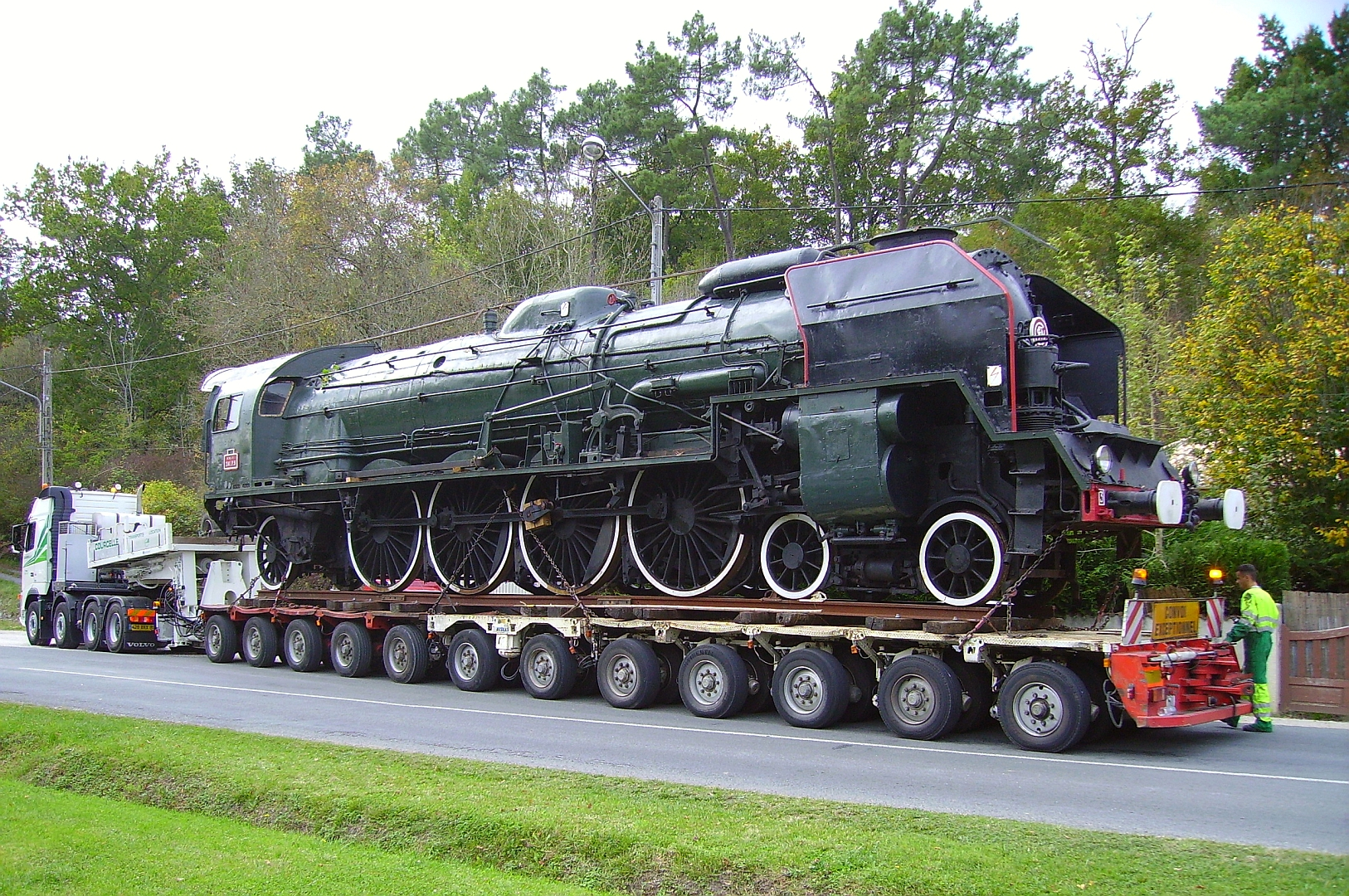
La 241 P 9 préservée par l'association AAATV Midi-Pyrénées à Carmaux.
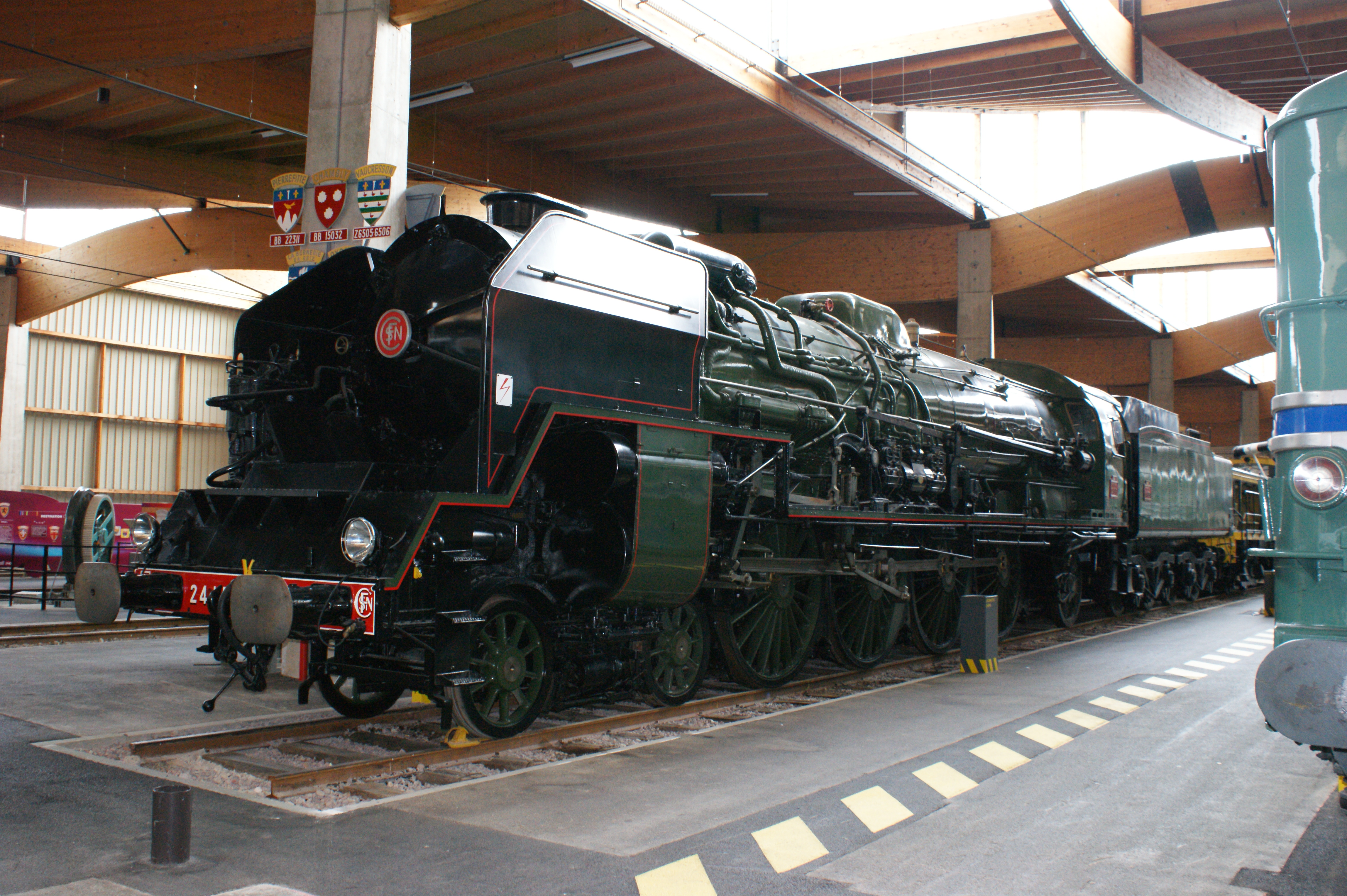
la 241 P 16 préservée à la Cité du train de Mulhouse.
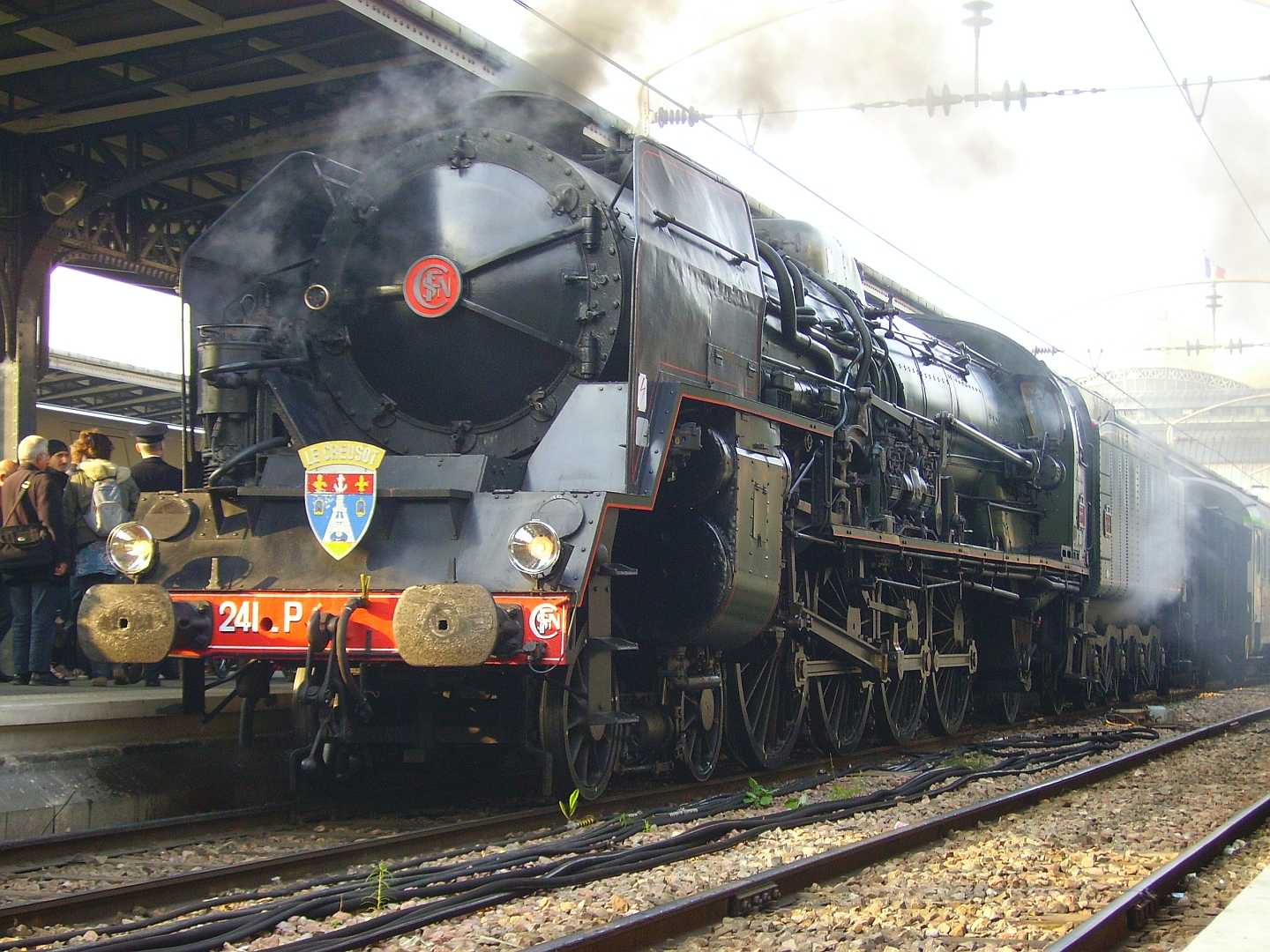
La 241 P 17 préservée par l'association CFC du Creusot.
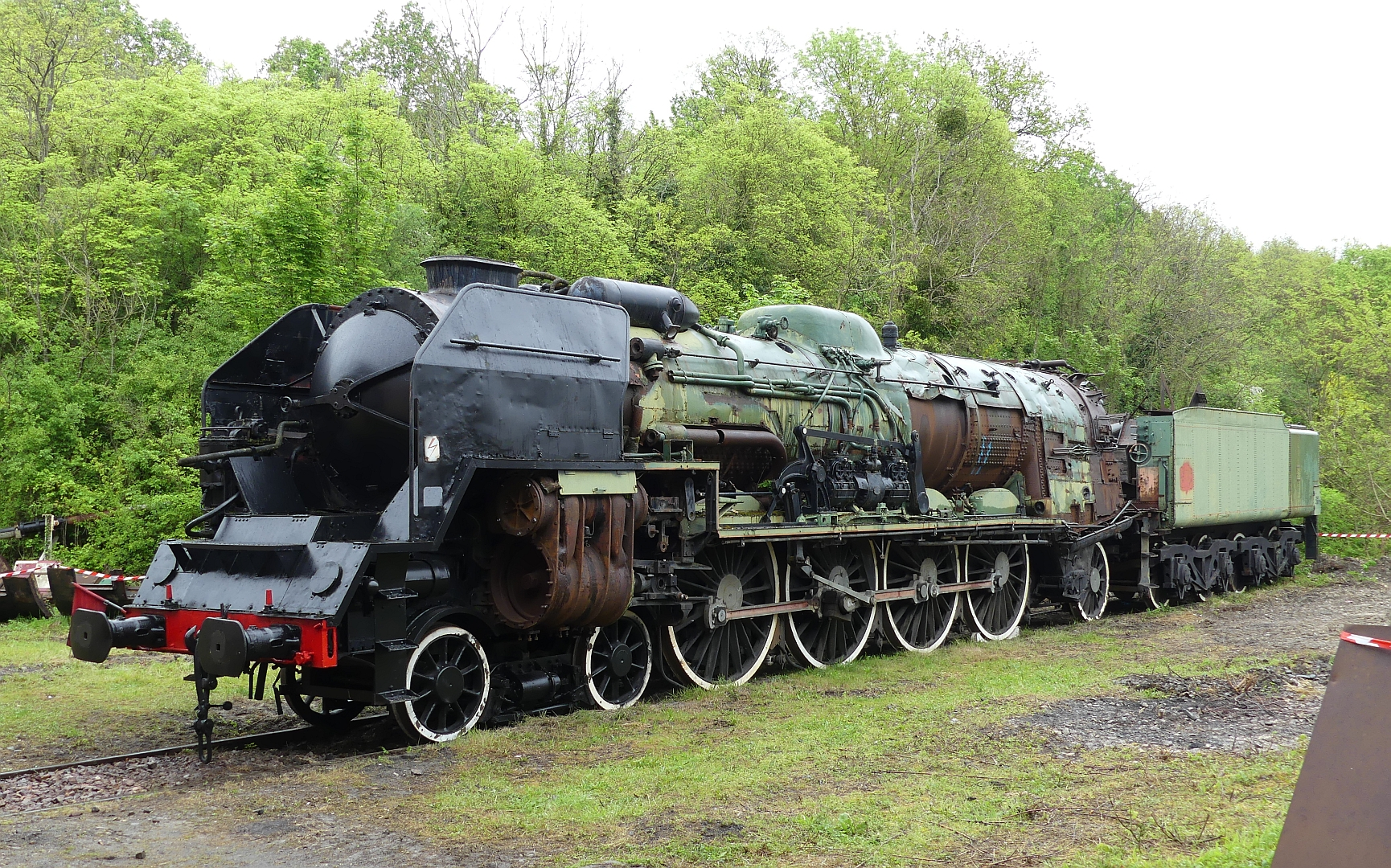
La 241 P 30 de l'AJECTA en attente de restauration.

## Modélisme
Les 241 P ont été reproduites à l'échelle HO par :
- la firme Jouef (de 1971 à 2002) puis Jouef/Hornby en 2016 ;
- la Maison des trains ;
- l'artisan Loco-Diffusion, sous forme de kit à monter en laiton ;
- la firme suisse Fulgurex (modèle haut de gamme en laiton) ;
- la firme suisse Lemaco (modèle haut de gamme en laiton).

À l'échelle N par :
- la firme suisse Lemaco (modèle haut de gamme en laiton).

À l'échelle 1/32 par :
- la firme Altaya De Agostini sous forme de kit à monter en 120 numéros hebdomadaire.